# Анива (залив)
Ани́ва (уст. «губа Анива») — залив Охотского моря, у южного берега острова Сахалин, между полуостровами Крильонский (мыс Крильон) и Тонино-Анивский (мыс Анива). С юга широко открыт в пролив Лаперуза.
На берегу залива расположены города Анива и Корсаков. Береговая полоса у города Анива, Анивский пляж, место отдыха сахалинцев.
В 2021 году экосистема залива стала первым карбоновым полигоном, созданным в рамках Сахалинского климатического эксперимента.

## Топонимика
Происхождение названия залива, скорее всего, связано с айнскими словами «ан» и «ива». Первое обычно переводится как «имеющийся, находящийся», а второе — как «горный хребет, скала, вершина»; таким образом, «Анива» можно перевести как «имеющая хребты» или «находящаяся среди хребтов (гор)». В японский период с 1905 по 1946 годы залив Анива носил название Титосе в честь крейсера Титосэ, одного из двух крейсеров типа «Касаги», который участвовал в Русско-японской войне.

## Гидрография
Ширина 104 км, длина 90 км, наибольшая глубина 93 метра. Суженная часть залива известна под названием бухта Лососей. Тёплое течение Соя оказывает влияние на температурный режим и динамику течений внутри залива, которая носит изменчивый характер.

## Фауна
Залив богат рыбой (лососёвые, сельдь, треска, камбала) и крабом. Из двустворчатых моллюсков здесь встречаются гребешок Свифта (Swiftopecten swiftii), гребешок приморский (Mizuhopecten yessoensis), гигантская мидия (Crenomytilus grayanus), Musculista senhousia, Laternula limicola, Callista brevisiphonata, Venerupis philippinarum, Protothaca euglypta, Callithaca adamsi, Peronidia venulosa, Macoma orientalis. С водами тёплого течения в залив проникают и более южные виды: серые киты, желтохвост и большая корифена.